# L'Homme et la Terre
L'Homme et la Terre est une encyclopédie géohistorique d'Élisée Reclus en six volumes, publiée posthumement entre 1905 et 1908.

## Présentation de l'ouvrage

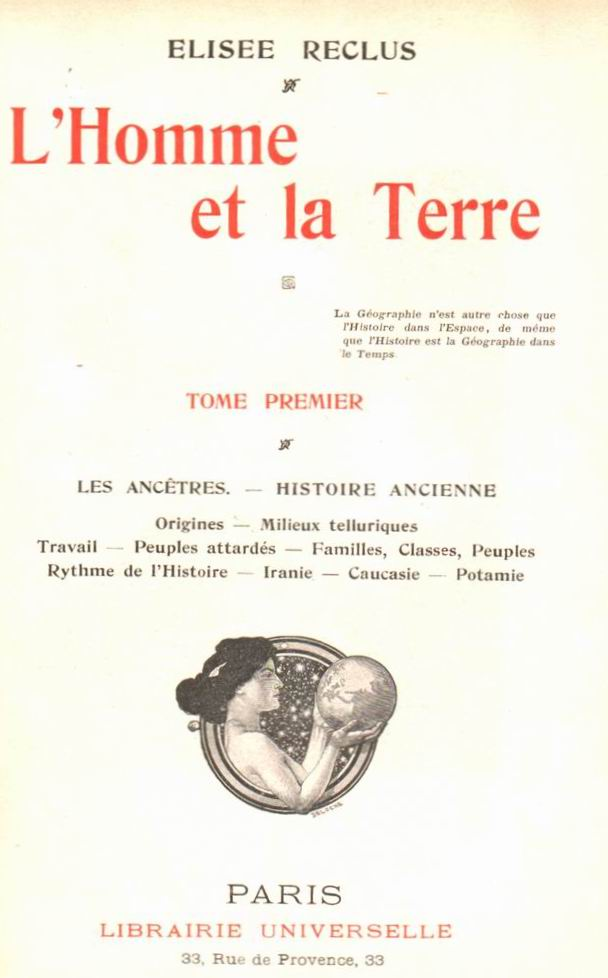
Page de titre du premier tome.

Dans la préface du premier volume, Elisée Reclus présente ainsi l'objet d'étude de son ouvrage : « [...] un nouveau livre où seraient exposées les conditions du sol, du climat, de toute l’ambiance dans lesquelles les événements de l’histoire se sont accomplis, où se montrerait l’accord des Hommes et de la Terre, où les agissements des peuples s’expliqueraient, de cause à effet, par leur harmonie avec l’évolution de la planète.[...] »
« Nous pouvons du moins, dans cette avenue des siècles que les trouvailles des archéologues prolongent constamment en ce qui fut la nuit du passé, nous pouvons reconnaître le lien intime qui rattache la succession des faits humains à l’action des forces telluriques : il nous est permis de poursuivre dans le temps chaque période de la vie des peuples correspondant au changement des milieux, d’observer l’action combinée de la Nature et de l’Homme lui-même, réagissant sur la Terre qui l’a formé. [...] »
« La “lutte des classes”, la recherche de l’équilibre et la décision souveraine de l’individu, tels sont les trois ordres de faits que nous révèle l’étude de la géographie sociale et qui, dans le chaos des choses, se montrent assez constants pour qu’on puisse leur donner le nom de “lois”. C’est déjà beaucoup de les connaître et de pouvoir diriger d’après elles sa propre conduite et sa part d’action dans la gérance commune de la société, en harmonie avec les influences du milieu, connues et scrutées désormais. C’est l’observation de la Terre qui nous explique les événements de l’Histoire, et celle-ci nous ramène à son tour vers une étude plus approfondie de la planète, vers une solidarité plus consciente de notre individu, à la fois si petit et si grand avec l’immense univers. »

## Progrès et «régrès»
Dans cet ouvrage, Élisée Reclus expose certaines de ses idées. Il croyait en la valeur du progrès qui seul, pensait-il, pouvait apporter une amélioration des conditions de vie et des relations entre les hommes. Cependant, l'homme se doit de vivre en accord avec son milieu, qu'il se doit d'entretenir car le progrès s'accompagne de « régrès » (de régressions) qui inscrivent les évolutions dans une problématique dialectique. Ainsi, il revient dans son ouvrage à de nombreuses reprises sur cette idée : « Le fait général est que toute modification, si importante qu’elle soit, s’accomplit par adjonction au progrès de régrès correspondants » (tome VI p° 531). Reclus ne désapprouvait pas l'action de l'homme sur la nature, mais cette dernière devait répondre à des critères sociaux, moraux et esthétiques.
Exergue :
 La Géographie n'est autre chose que l'Histoire dans l'Espace, de même que l'Histoire est la Géographie dans le Temps.

## Organisation de l'ouvrage
L’Homme et la Terre est distribué en 4 livres et 51 chapitres.

### Livre I —Les Ancêtres
Le livre I — Les Ancêtres — contient 6 chapitres.

### Livre II —Histoire ancienne
Le livre II — Histoire ancienne — contient 13 chapitres.

### Livre III —Histoire moderne
Le livre III — Histoire moderne — contient 20 chapitres.

### Livre IV —Histoire contemporaine
Le livre IV — Histoire contemporaine — contient 12 chapitres.

## Éditions

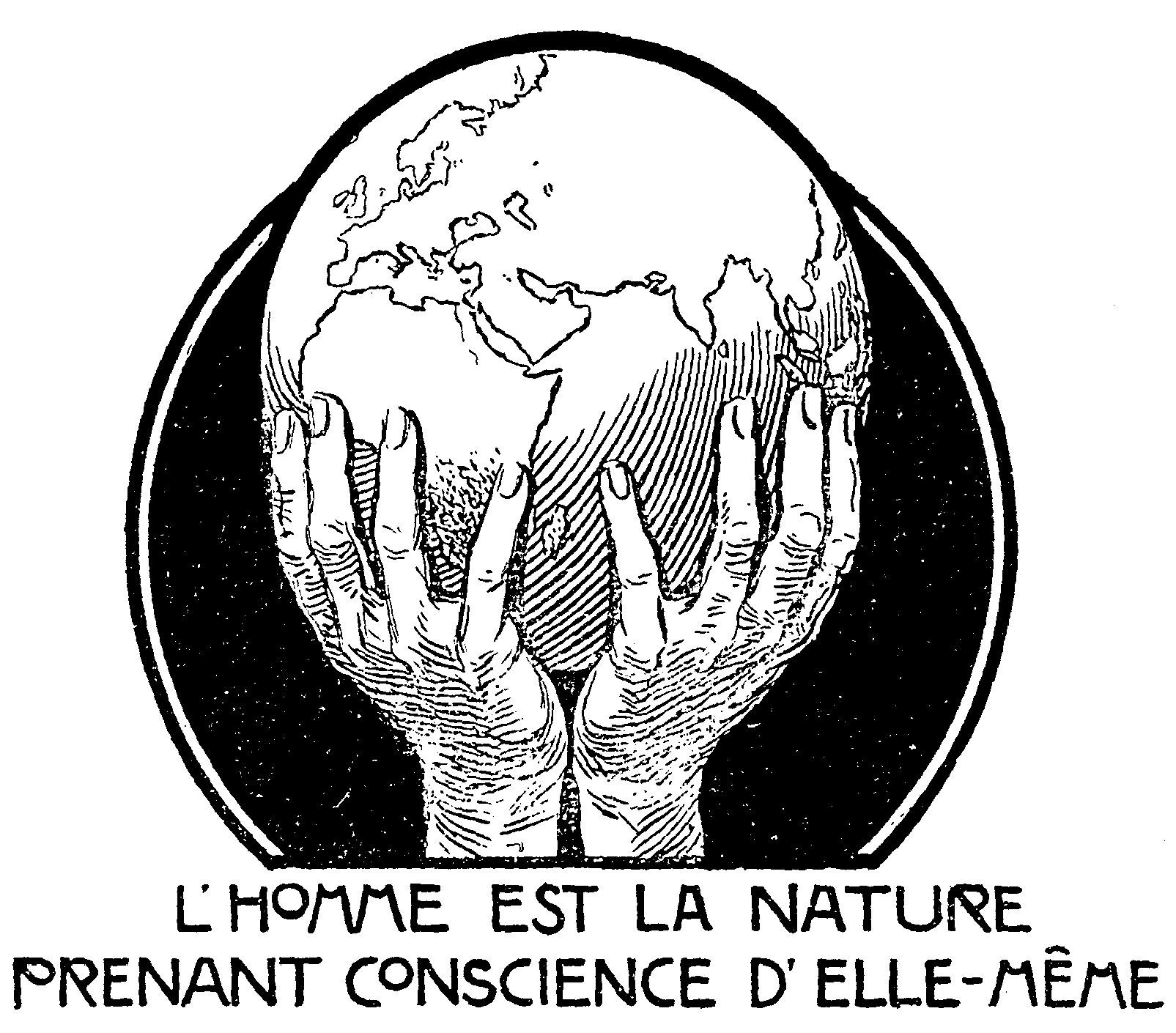
En en-tête de la préface du tome 1. Gravure de František Kupka et Ernest-Pierre Deloche.

### Édition d'origine
Les 4 livres sont publiés en 6 volumes, le manuscrit d'Élisée Reclus (1905) étant actualisé par son neveu Paul Reclus en cours de publication, en 1906 (t. II et III), 1907 (t. IV et V) et 1908 (t. VI).
- L'Homme et la Terre, t. I : Les primitifs — Histoire ancienne (le t. I comprend le Livre I, Les Ancêtres (6 chapitres) et les 3 premiers chapitres du Livre II, Histoire ancienne), Paris, Librairie universelle, 1905, 597 p. — Texte intégral sur Gallica ; texte intégral numérisé sur Wikisource ; préface au tome 1 sur raforum.info.
- T. II, Histoire ancienne (le t. II comprend les 7 chapitres suivants du Livre II, Histoire ancienne), Paris, Librairie universelle, 1906, 582 p. — Texte intégral sur Gallica.
- T. III, Histoire ancienne — Histoire moderne (le t. III comprend les 3 derniers chapitres du Livre II, Histoire ancienne et les 6 premiers chapitres du Livre III, Histoire moderne), Paris, Librairie universelle, 1906, 652 p. — Texte intégral sur Gallica.
- T. IV, Histoire moderne (le t. IV comprend les 9 chapitres suivants du Livre III, Histoire moderne), Paris, Librairie universelle, 1907, 663 p. — Texte intégral sur Gallica.
- T. V, Histoire moderne (suite) — Histoire contemporaine (le t. V comprend les 5 derniers chapitres du Livre III, Histoire moderne et les 4 premiers chapitres du Livre IV, Histoire contemporaine), Paris, Librairie universelle, 1907, 575 p. — Texte intégral sur Gallica.
- T. VI, Histoire contemporaine (suite) (le t. VI comprend les 8 derniers chapitres du Livre IV, Histoire contemporaine), Paris, Librairie universelle, 1908, 579 p. — Texte intégral sur Gallica.

### Édition abrégée
- L'homme et la Terre  (seconde édition, abrégée et mise à jour par G. Goujon, A. Perpillou et Paul Reclus), Paris, éd. Albin Michel, 1930-1931, 2e éd. (1re éd. 1905-1908), 3 volumes (t. 1, 670 p. ; t. 2, 692 p. ; t. 3, 687 p.)Version abrégée et actualisée en raison des bouleversements de la période 1909-1929. Elle est publiée à l'occasion du centenaire de la naissance d'Élisée Reclus.
  - L'homme et la Terre (1931), Paris, éd. Tops et H. Trinquier, 2007 (1re éd. 1931), réimpression en fac-similé de format réduit, 3 volumes (présentation en ligne)

### Éditions modernes
- L'homme et la Terre  (préf. Béatrice Giblin), Paris, éd. La Découverte, coll. « La Découverte Poche / Sciences humaines et sociales » (no 47), février 1998 (1re éd. 1982, éd. Maspero, en 2 volumes), 420 p. (ISBN 2-7071-2823-6 et 978-270712823-2, présentation en ligne) — Critique de Michel Michel, L'Information Géographique, 1998.
- L'homme et la Terre : Histoire contemporaine  (préf. Béatrice Giblin), Paris, éd. Fayard, coll. « Corpus des œuvres de philosophie en langue française », décembre 1990, 845 p., 2 tomes. — t. 1, 360 p.,  (ISBN 2-21302609-2 et 978-2-21302609-1) et t. 2, 488 p.,  (ISBN 2-21302640-8 et 978-2-21302640-4)Réédition du texte, des cartes et des diagrammes du Livre IV, Histoire contemporaine (seconde partie du t. V et t. VI) de L’Homme et la Terre, 1907-1908.
- Une édition électronique partielle est publiée dans la collection "Bibliothèque idéale des sciences sociales" de ENS Editions. L'édition a repris le découpage originel en livres. Le livre 1 et le livre 2 sont publiés en 2015. Le livre 1 est précédé d'une préface inédite "L'homme et la terre, l'aboutissement d'une trilogie" écrite par Philippe Pelletier et Federico Ferretti. Mais la totalité de l’ouvrage ayant parallèlement été mise en ligne sur Wikisource, les livres 3 et 4 ne sont pas publiés.